# 国鉄タキ20600形貨車
国鉄タキ20600形貨車（こくてつタキ20600がたかしゃ）は、かつて日本国有鉄道（国鉄）及び1987年（昭和62年）4月の国鉄分割民営化後は日本貨物鉄道（JR貨物）に在籍した私有貨車（タンク車）である。
本形式と同一の専用種別であるタキ9400形、及び本形式と同一の経歴を持つタキ20800形についても本項目で解説する。

## タキ20600形
タキ20600形は1971年（昭和46年）3月20日に日立製作所にて1両（タキ20600）のみが製作された脂肪酸専用35t 積タンク車である。
所有者は日本石油輸送であり東高島駅を常備駅として運用された。その後常備駅は郡山駅へ移動した。
タンク体材質は積荷の純度保持のためステンレス鋼製で35系に属し、保温のために150mm厚のウレタンを断熱材として巻きキセ（外板）を装備した。
荷役方式はタンク上部の液入管又はタンク体下部にある吐出管からの積み込み、吐出管からの下出し方式である。
1979年（昭和54年）10月に制定された化成品分類番号では、90（有害性物質、危険性度合3（小））が標記された。
全長は14,100mm、全幅は2,720mm、全高は3,870mm、台車中心間距離は10,000mm、自重は18.9t、換算両数は積車5.5、空車1.8である。台車はベッテンドルフ式のTR41Cであった。
晩年には専用種別が臨時でラテックスに変更になり運用された。
1987年（昭和62年）4月の国鉄分割民営化時にはJR貨物に継承され、1995年（平成7年）度末時点では健在であったが、2000年（平成12年）6月に廃車となり同時に形式消滅となった。

## タキ9400形
タキ9400形は1962年（昭和37年）7月18日に富士重工業にて1両（タキ9400）が、1966年（昭和41年）8月3日に富士重工業と汽車製造にて1両ずつ（タキ9401, タキ9402）が製作された脂肪酸専用30t 積タンク車である。
落成時の所有者は全車花王石鹸であり酒田港駅を常備駅として運用された。その後所有者は1980年（昭和55年）8月13日に日本石油輸送へ名義変更された。
タンク体材質は積荷の純度保持のためステンレス鋼製で、ドーム付きの直胴タイプであり、保温のための断熱方法はグラスウール方式であった。
荷役方式はタンク上部のマンホールからの上入れ、吐出管からの下出し方式である。
1979年（昭和54年）10月に制定された化成品分類番号では、90（有害性物質、危険性度合3（小））が標記された。
全長は14,300mm、全幅は2,444mm、全高は3,880mm、台車中心間距離は10,200mm、自重は19.0t、換算両数は積車5.0、空車2.0である。台車はベッテンドルフ式のTR41Cであった。
晩年には専用種別が臨時でコンクリート混和剤に変更になり運用された。
1987年（昭和62年）4月の国鉄分割民営化時には全車の車籍がJR貨物に継承され、1995年（平成7年）度末時点では2両（タキ9400・タキ9401）が現存していたが、1999年（平成11年）8月に最後まで在籍した1両（タキ9401）が廃車となり同時に形式消滅となった。

## タキ20800形
タキ20800形は1971年（昭和46年）3月20日に日立製作所にて1両（コタキ20800）のみが製作された加硫促進剤水溶液専用35t 積タンク車である。（製造日及び製造メーカーはタキ20600形と同一であった。）
記号番号表記は、特殊標記符号「コ」（全長 12 m 以下）を前置し「コタキ」と標記する。
加硫促進剤水溶液を専用種別とする形式は他に例がなく本形式が唯一である。
落成時の所有者は住友化学工業であり大阪府の桜島駅を常備駅として運用された。その後所有者は1974年（昭和49年）1月17日に日本石油輸送へ名義変更された。
タンク体材質は積荷の純度保持のためステンレス鋼製で35系に属し、保温のために110mm厚のウレタンを断熱材として巻きキセ（外板）を装備した。
荷役方式は、積み込み荷卸し共にタンク体下部にある吐出管を用いて行われた下入れ下出し方式である。
全長は11,600mm、全幅は2,700mm、全高は3,880mm、台車中心間距離は7,500mm、自重は16.8t、換算両数は積車5.0、空車1.6である。台車はベッテンドルフ式のTR41Cであった。
1985年（昭和60年）10月に専用種別がラテックスに変更になり荷重も30t に減トンされた。
1987年（昭和62年）4月の国鉄分割民営化時にはJR貨物に継承され、1995年（平成7年）度末時点では健在であったが、2000年（平成12年）6月に廃車となり同時に形式消滅となった。
晩年には専用種別がタキ20600形と同じになり、また同一所有者、同年月に廃車等何かとタキ20600形と共通点の多い形式である。